# Fußball-Bezirksliga Magdeburg
Die DDR-Bezirksliga Magdeburg war eine der Fußball-Bezirksligen im Zuständigkeitsbereichs des Deutschen Fußball-Verbands (DFV).
1952 wurden in der DDR eine Kreisreform durchgesetzt und, unter anderem, der Bezirk Magdeburg gegründet. Zur Folge hatte dies, dass die bisherige Landesklasse Sachsen-Anhalt abgeschafft, sich der Fußball unter dem Bezirksfachausschuss (BFA) des Bezirks Magdeburg neu organisierte und die Bezirksliga Magdeburg etabliert wurde. Die nun neu eingeführte Fußball-Bezirksliga startete eingleisig, wurde im Rundenturnier ausgetragen und war über viele Jahre drittklassig. Lediglich zwischen 1955 und 1962/63 bildete die Bezirksliga Magdeburg unter der II. DDR-Liga die vierte Spielklasse. Bei der vierten Austragung dieser Spielklasse im Jahr 1955 handelte es sich um eine Übergangsrunde, da die Meisterschaft ab 1956 nach sowjetischem Vorbild an das Kalenderjahr angeglichen und deswegen die Zeit zwischen dem Saisonende 1954/55 im Sommer 1955 und dem Beginn der Saison 1956 im Frühjahr überbrückt werden sollte. Ein Meister wurde nicht ermittelt, ebenso keine Absteiger. In der Spielzeit 1961/62 teilte sich die Bezirksliga Magdeburg in zwei Staffeln auf, war somit zweigleisig.

## Bezirksligameister
| Saison  | Meister                                      | Staffelsieger bei Zweigleisigkeit                                 |
| ------- | -------------------------------------------- | ----------------------------------------------------------------- |
| 1952/53 | BSG Chemie Schönebeck                        |                                                                   |
| 1953/54 | BSG Motor Schönebeck                         |                                                                   |
| 1954/55 | BSG Traktor Gröningen                        |                                                                   |
| 1955    | BSG Einheit Burg (Sieger der Übergangsrunde) |                                                                   |
| 1956    | BSG Chemie Schönebeck                        |                                                                   |
| 1957    | BSG Einheit Burg                             |                                                                   |
| 1958    | BSG Motor Schönebeck                         |                                                                   |
| 1959    | BSG Chemie Schönebeck                        |                                                                   |
| 1960    | BSG Turbine Magdeburg                        | Staffel 1: BSG Aktivist Staßfurt Staffel 2: BSG Turbine Magdeburg |
| 1961/62 | BSG Einheit Burg                             | Staffel 1: BSG Chemie Schönebeck Staffel 2: BSG Einheit Burg      |
| 1962/63 | BSG Chemie Schönebeck                        |                                                                   |
| 1963/64 | BSG Lokomotive Halberstadt                   |                                                                   |
| 1964/65 | BSG Einheit Burg                             |                                                                   |
| 1965/66 | BSG Lokomotive Halberstadt                   |                                                                   |
| 1966/67 | 1. FC Magdeburg II                           |                                                                   |
| 1967/68 | BSG Lokomotive Halberstadt                   |                                                                   |
| 1968/69 | 1. FC Magdeburg II                           |                                                                   |
| 1969/70 | BSG Lokomotive Halberstadt                   |                                                                   |
| 1970/71 | BSG Lok/Vorwärts Halberstadt                 |                                                                   |
| 1971/72 | BSG Motor/Vorwärts Oschersleben              |                                                                   |
| 1972/73 | BSG Motor Schönebeck                         |                                                                   |
| 1973/74 | BSG Stahl Blankenburg                        |                                                                   |
| 1974/75 | BSG Einheit Wernigerode                      |                                                                   |
| 1975/76 | BSG Lok/Vorwärts Halberstadt                 |                                                                   |
| 1976/77 | BSG Chemie Schönebeck                        |                                                                   |
| 1977/78 | BSG Lok Stendal                              |                                                                   |
| 1978/79 | BSG Lokomotive Halberstadt                   |                                                                   |
| 1979/80 | BSG Chemie Schönebeck                        |                                                                   |
| 1980/81 | BSG Einheit Wernigerode                      |                                                                   |
| 1981/82 | ASG Vorwärts Havelberg                       |                                                                   |
| 1982/83 | BSG Empor Tangermünde                        |                                                                   |
| 1983/84 | BSG Lokomotive Stendal                       |                                                                   |
| 1984/85 | 1. FC Magdeburg II                           |                                                                   |
| 1985/86 | BSG Motor Schönebeck                         |                                                                   |
| 1986/87 | BSG Lokomotive Stendal                       |                                                                   |
| 1987/88 | BSG Einheit Wernigerode                      |                                                                   |
| 1988/89 | BSG Einheit Wernigerode                      |                                                                   |
| 1989/90 | FSV Lok Altmark Stendal                      |                                                                   |
| 1990/91 | BSG Empor Tangermünde                        |                                                                   |